# Listă de localități din cantonul St. Gallen
În cantonul St. Gallen  în anul 2009, sunt 86 de localități:
- Alt St. Johann
- Altstätten
- Amden
- Andwil (SG)
- Au (SG)
- Bad Ragaz
- Balgach
- Benken (SG)
- Berg (SG)
- Berneck
- Bronschhofen
- Buchs (SG)
- Bütschwil
- Degersheim
- Diepoldsau
- Ebnat-Kappel
- Eggersriet
- Eichberg
- Ernetschwil
- Eschenbach (SG)
- Flawil
- Flums
- Gaiserwald
- Gams
- Ganterschwil
- Goldach
- Goldingen
- Gommiswald
- Gossau (SG)
- Grabs
- Häggenschwil
- Hemberg
- Jonschwil
- Kaltbrunn
- Kirchberg (SG)
- Krinau
- Lichtensteig
- Lütisburg
- Marbach (SG)
- Mels
- Mörschwil
- Mosnang
- Muolen
- Neckertal
- Nesslau-Krummenau
- Niederbüren
- Niederhelfenschwil
- Oberbüren
- Oberhelfenschwil
- Oberriet (SG)
- Oberuzwil
- Pfäfers
- Quarten
- Rapperswil-Jona
- Rebstein
- Rheineck
- Rieden
- Rorschach
- Rorschacherberg
- Rüthi (SG)
- Sargans
- Schänis
- Schmerikon
- Sennwald
- Sevelen
- St. Gallen
- St. Gallenkappel
- St. Margrethen
- Stein (SG)
- Steinach
- Thal
- Tübach
- Untereggen
- Uznach
- Uzwil
- Vilters-Wangs
- Waldkirch
- Walenstadt
- Wartau
- Wattwil
- Weesen
- Widnau
- Wil (SG)
- Wildhaus
- Wittenbach
- Zuzwil (SG)